# Brian Bonsall
Pour les articles homonymes, voir Bonsall.
Brian Bonsall est un acteur, chanteur et musicien américain né le 3 décembre 1981 à Torrance (Californie). Il a arrêté sa carrière cinématographique en 1994 pour se consacrer à la musique.

## Biographie

### Démêlés judiciaires
À la suite de multiples récidives d'infraction au code de la route pour conduite en état d'ivresse, Brian Bonsall a fait l'objet d'un mandat d'arrêt pour ne pas avoir respecté la peine de prison commuée en période probatoire par le tribunal. En outre, on lui reproche des actes violences sur son ancienne petite amie, dont il a répondu devant la justice par du sursis.

## Filmographie

### Cinéma
- 1992 : Mikey : Mikey
- 1993 : Les Intrus (Distant Cousins) : Alex Sullivan
- 1993 : Un père en cavale (Father Hood) : Eddie Charles
- 1994 : L'Apprenti millionnaire (Blank Check) : Preston Waters

### Télévision

#### Téléfilms
- 1988 : La Délivrance (Go toward the light) : Zack
- 1989 : Do You Know the Muffin Man? (en) : Teddy Dollison
- 1990 : Mother Goose Rock 'n' Rhyme (en) : Michael
- 1990 : Angel of Death : Josh
- 1991 : False Arrest : Jason Lukezic
- 1994 : Tel père, tel scout (en) (Father and Scout) : Michael
- 1994 : Lily in Winter (es) : Michael Towler

#### Séries télévisées
- 1992-1994 : Star Trek : La Nouvelle Génération : Alexander Rozhenko